# Кузнецово (Андреапольский район)
Кузнецово — деревня в Андреапольском районе Тверской области. Входит в Волокское сельское поселение.

## География
Расположена примерно в 5 верстах к северо-западу от деревни Волок на ручье Иставница и возле озера Иставница.

## История
В конце XIX - начале XX века на деревня входила в Холмский уезд Псковской губернии..